# Dino Verde
Dino Verde (* 13. Juli 1922 in Neapel; † 1. Februar 2004 in Rom; eigentlich Edoardo Verde) war ein italienischer Drehbuchautor und Liedtexter.
Verde wurde an der Accademia Aeronautica ausgebildet und nahm am Zweiten Weltkrieg teil. Danach verdiente er seinen Lebensunterhalt als Mitarbeiter beim Radio; rasch erhielt er auch Aufträge für Filmdrehbücher. So schrieb er ab 1952 in den nächsten 20 Jahren fast 50 Filme. Beim Film Scanzonatissimo, einer zur damaligen Zeit beliebte Schlagerparade mit verbindender Spielhandlung, führte er auch Regie. Für das Fernsehen erschuf er eine Reihe erfolgreicher Sendungen.
Daneben war er als Texter für zahlreiche italienische Lieder erfolgreich, so Domenico Modugnos Piove (ciao, ciao bambina), das das Sanremo-Festival 1959 gewann und am Eurovision Song Contest 1959 teilnahm.

## Filmografie (Auswahl)
- 1966: I due figli di Ringo
- 1967: Argoman – Der phantastische Supermann (Come rubare la corona d'Inghilterra)
- 1968: I nipoti di Zorro